# International Conference on Document Analysis and Recognition
Die International Conference on Document Analysis and Recognition (Abkürzung ICDAR) ist eine zwei-jährlich stattfindende internationale wissenschaftliche Konferenz zu den Themen Zeichen- und Symbolerkennung, Handschrift- und Texterkennung, Grafikanalyse und -erkennung, Dokumentenanalyse und -verständnis, dokumentenbasierte Forensik sowie Kamera- und videobasierte Textszenenanalyse.
Die ICDAR wird von der International Association for Pattern Recognition (Abkürzung IAPR) gesponsert.

## Geschichte
Die ICDAR findet seit 1991 jede zwei Jahre statt. Der Veranstaltungsort ist jedes Jahr ein anderer:
Die Konferenz wurde auf Grund des Anschlag in Tunis und dem Anschlag in Port El-Kantaoui 2015 kurzfristig nach Nancy, Frankreich verlegt.
| Jahr | Land                | Stadt             | Website                                           |
| ---- | ------------------- | ----------------- | ------------------------------------------------- |
| 1991 | Frankreich          | Saint-Malo        |                                                   |
| 1993 | Japan               | Tsukuba (Ibaraki) |                                                   |
| 1995 | Kanada              | Montreal          |                                                   |
| 1997 | Deutschland         | Ulm               |                                                   |
| 1999 | Indien              | Bangalore         |                                                   |
| 2001 | Vereinigte Staaten  | Seattle           |                                                   |
| 2003 | Schottland          | Edinburgh         |                                                   |
| 2005 | Korea               | Seoul             |                                                   |
| 2007 | Brasilien           | Curitiba          |                                                   |
| 2009 | Spanien             | Barcelona         | (Seite nicht mehr abrufbar. Suche in Webarchiven) |
| 2011 | Volksrepublik China | Peking            | (Seite nicht mehr abrufbar. Suche in Webarchiven) |
| 2013 | Vereinigte Staaten  | Washington, D.C.  | http://www.icdar2013.org                          |
| 2015 | Frankreich          | Nancy             | (Seite nicht mehr abrufbar. Suche in Webarchiven) |
| 2017 | Japan               | Kyoto             | http://u-pat.org/ICDAR2017                        |
| 2019 | Australien          | Sydney            | https://icdar2019.org                             |
| 2021 | Schweiz             | Montreux          | t.b.a                                             |